# Tel Mofaz
Tel Mofaz (hebrejsky: תל מופז) je vrch o nadmořské výšce – 73 metrů v severním Izraeli, v příkopové propadlině Jordánského údolí.
Leží cca 19 kilometrů jižně od města Tiberias a 2 kilometry západně od řeky Jordán. Má podobu odlesněného terénního zlomu, který prudce vystupuje na západní straně údolí Jordánu a dál k západu přechází do vysočiny Ramat Sirin. Po jeho severní straně prochází vádí Nachal Adama, na jižní straně je to Nachal Tavor. Na východním úpatí stojí vesnice Gešer. Tímto směrem se také na úbočí kopce nachází pramen Ejn Mofaz (עין מופז). Krajina u vesnice Gešer je zemědělsky obdělávaná.